# Rebets
Rebets est une commune française située dans le département de la Seine-Maritime en région Normandie.

## Géographie

### Communes limitrophes
| Héronchelles |          | Bois-Guilbert          |
| Boissay      | Rebets   | La Chapelle-Saint-Ouen |
|              | Le Héron |                        |

### Hydrographie
La commune est située dans le bassin Seine-Normandie. Elle est drainée par le Heron,.
Le Héron, d'une longueur de 14 km, prend sa source dans la commune de Buchy et se jette  dans l'Andelle à Vascœuil, après avoir traversé six communes. 

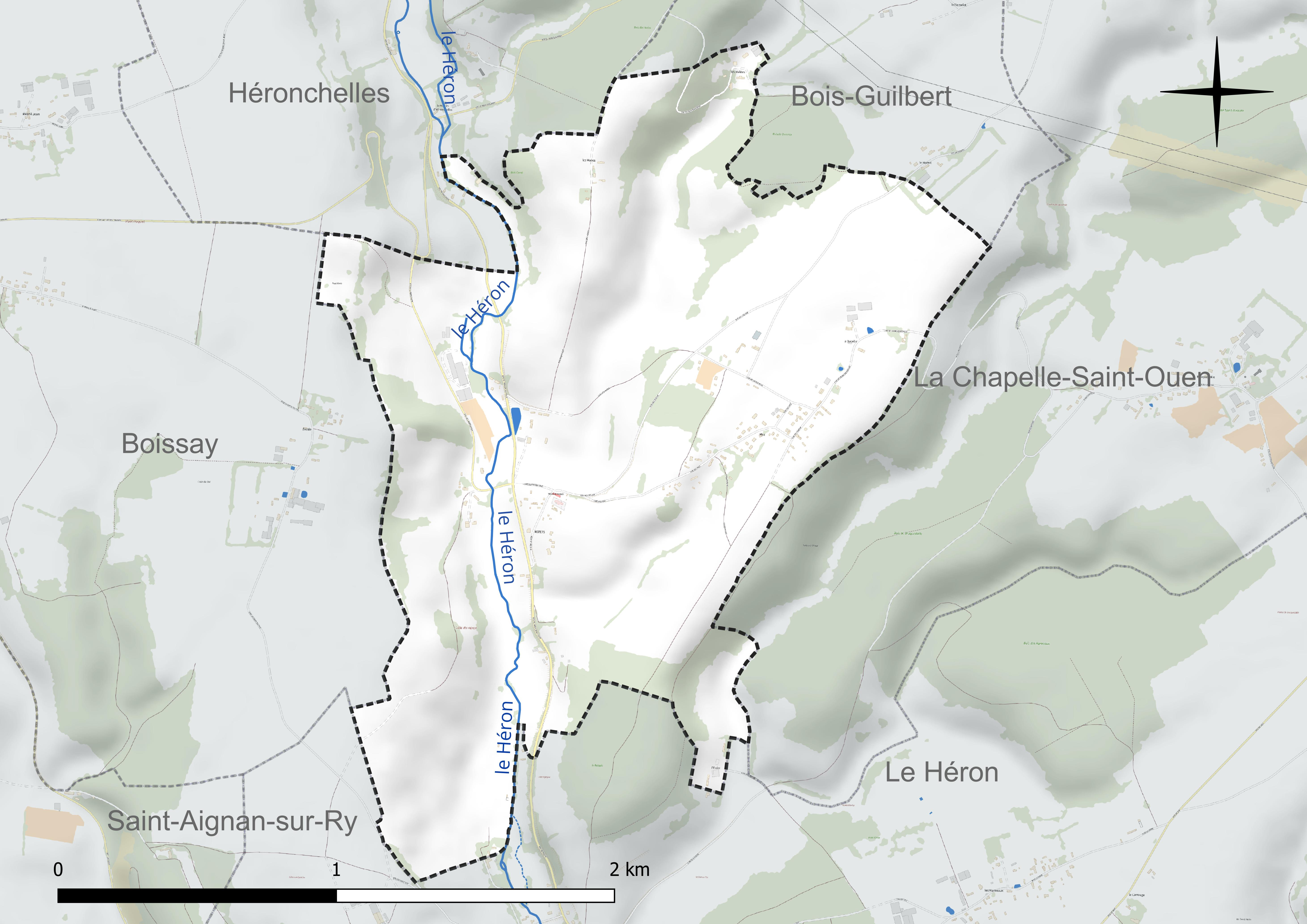
Réseau hydrographique de Rebets.

### Climat
Pour des articles plus généraux, voir Climat de la Normandie et Climat de la Seine-Maritime.
En 2010, le climat de la commune est de type climat océanique dégradé des plaines du Centre et du Nord, selon une étude du CNRS s'appuyant sur une série de données couvrant la période 1971-2000. En 2020, Météo-France publie une typologie des climats de la France métropolitaine dans laquelle la commune est exposée à un climat océanique et est dans la région climatique Côtes de la Manche orientale, caractérisée par un faible ensoleillement (1 550 h/an) ; forte humidité de l’air (plus de 20 h/jour avec humidité relative > 80 % en hiver), vents forts fréquents. Parallèlement le GIEC normand, un groupe régional d’experts sur le climat, différencie quant à lui, dans une étude de 2020, trois grands types de climats pour la région Normandie, nuancés à une échelle plus fine par les facteurs géographiques locaux. La commune est, selon ce zonage, exposée à un « climat contrasté des collines », correspondant au Pays de Bray, bien arrosé et frais.
Pour la période 1971-2000, la température annuelle moyenne est de 10,3 °C, avec une amplitude thermique annuelle de 14 °C. Le cumul annuel moyen de précipitations est de 793 mm, avec 12,8 jours de précipitations en janvier et 8,4 jours en juillet. Pour la période 1991-2020, la température moyenne annuelle observée sur la station météorologique la plus proche, située sur la commune de Forges-les-Eaux à 16 km à vol d'oiseau, est de 10,7 °C et le cumul annuel moyen de précipitations est de 860,1 mm,. Pour l'avenir, les paramètres climatiques de la commune estimés pour 2050 selon différents scénarios d’émission de gaz à effet de serre sont consultables sur un site dédié publié par Météo-France en novembre 2022.

## Urbanisme

### Typologie
Au 1er janvier 2024, Rebets est catégorisée commune rurale à habitat dispersé, selon la nouvelle grille communale de densité à sept niveaux définie par l'Insee en 2022.
Elle est située hors unité urbaine. Par ailleurs la commune fait partie de l'aire d'attraction de Rouen, dont elle est une commune de la couronne,. Cette aire, qui regroupe 317 communes, est catégorisée dans les aires de 200 000 à moins de 700 000 habitants,.

### Occupation des sols
L'occupation des sols de la commune, telle qu'elle ressort de la base de données européenne d’occupation biophysique des sols Corine Land Cover (CLC), est marquée par l'importance des territoires agricoles (92,1 % en 2018), une proportion identique à celle de 1990 (92,1 %). La répartition détaillée en 2018 est la suivante : 
prairies (65 %), zones agricoles hétérogènes (13,8 %), terres arables (13,2 %), forêts (7,9 %). L'évolution de l’occupation des sols de la commune et de ses infrastructures peut être observée sur les différentes représentations cartographiques du territoire : la carte de Cassini (XVIIIe siècle), la carte d'état-major (1820-1866) et les cartes ou photos aériennes de l'IGN pour la période actuelle (1950 à aujourd'hui).

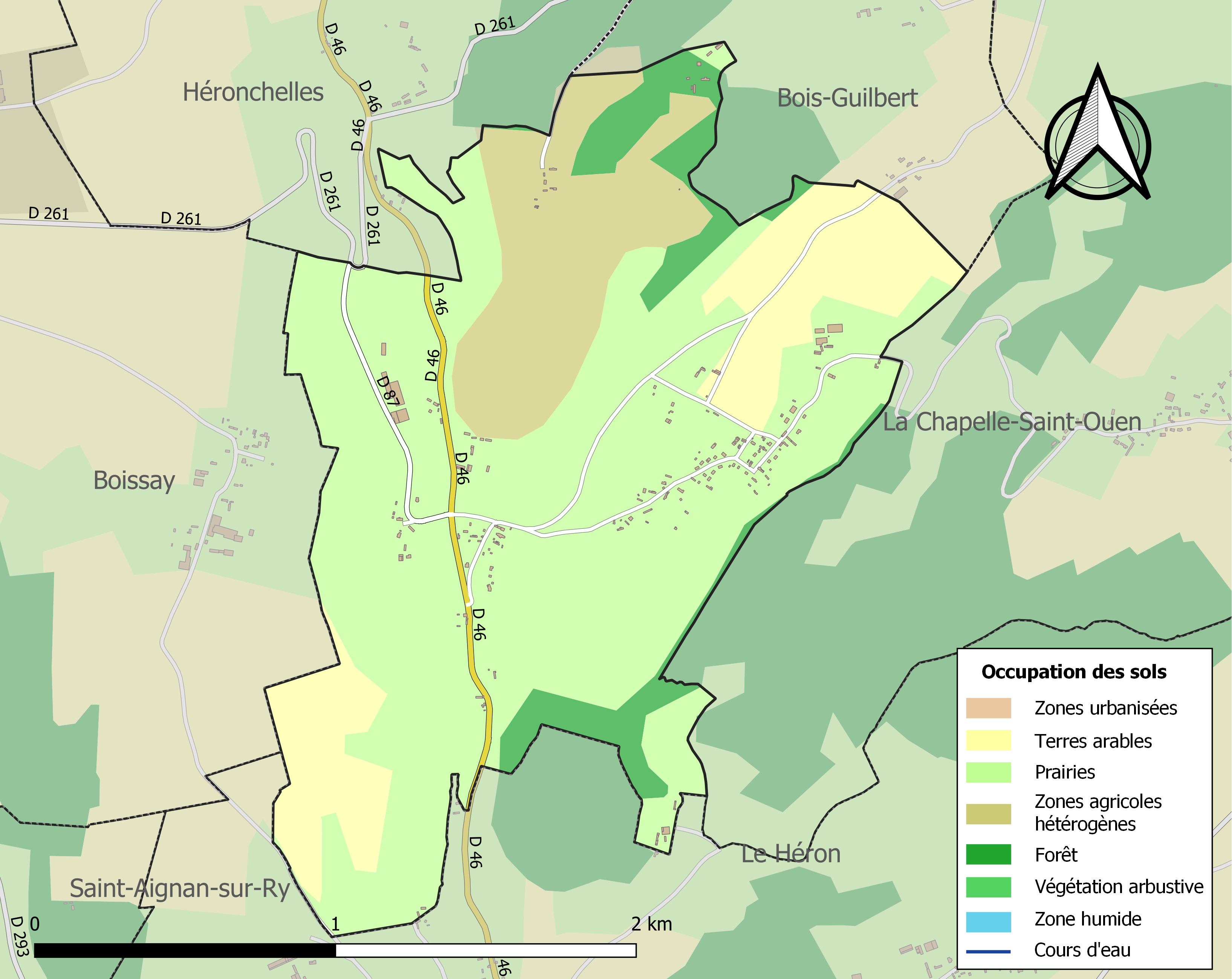
Carte des infrastructures et de l'occupation des sols de la commune en 2018 (CLC).

### Lieux dits, hameaux et écarts
Au lieudit l'Enfer, qui s'appelait jadis Germe, il y aurait eu à l'époque gauloise une fonderie ou une forge.[réf. nécessaire]
Le hameau les Hez est le plus important chef lieu à l'époque.[réf. nécessaire]
Les autres hameaux sont la Hétrée, les Huées, les Vallées et la Bucaille.
Le hameau Tous Vents est aujourd'hui disparu. Au XXe siècle, ce hameau comportait encore deux maisons et une douzaine d'habitants.[réf. nécessaire]

### Logements
| 1968 | 1975 | 1982 | 1990 | 1999 | 2009 |
| ---- | ---- | ---- | ---- | ---- | ---- |
| 35   | 47   | 52   | 56   | 60   | 73   |

En 2009, le nombre total de logements dans la commune était de 73. Parmi ces logements, 73,7 % étaient des résidences principales, 24,9 % des résidences secondaires et  1,4 % des logements vacants.
La proportion de ménages propriétaires de leur logement était de 81,5 % et celle des locataires était de 18,5 %.

## Toponymie
Le nom de la commune est attesté assez tôt sous les formes latinisées Rosbatium en 735 - 743 et Rosbacium en 854.
Rebets représente le type hydronymique Rosbacium « ruisseau aux roseaux », dont il existe un grand nombre d’exemples au nord de la France et en Belgique et dont la forme initiale, le germanique *Rauzbaki, a donné : Rebais, le château de Rebais aux Bottereaux, Rebetz à Chaumont-en-Vexin, Rebaix, Rebecques, Rebecq (Belgique, Rosbacem 877), Robecq (Pas-de-Calais, Rosbeccam 1104), etc. et dans les régions de langue germanique Rohrbach, Rorbach-lès-Dieuze, etc.,. Le passage de [s] à [r] (ros > allemand (Schilf)rohr) s'explique par le rhotacisme de /s/, processus phonétique qui a particulièrement concerné le vieux haut allemand au sein de la famille germanique.
Il s'agit d'un composé germanique occidental de raus- « roseau » devenu ros en ancien français, diminutif rosel > roseau et *baki « ruisseau, rivière » (cf. allemand Bach),. Il a été emprunté par le gallo-roman sous la forme *BĀCIS qui a donné l'ancien français bais « ruisseau ». Comme second élément d'un composé *-baki a aussi régulièrement abouti à la finale -bais (autrement -baix).
Dans le cas de Rebets, le nom se réfère à la rivière l'Héronchelle.
Remarque : -bets est apparenté à -bec (parfois prononcé -bé comme dans Bolbec) élément répandu dans la toponymie normande, sauf que ce dernier est issu du vieux norrois bekkr « ruisseau » qui remonte également au germanique commun *bakiz.

## Histoire
Des outils en silex de l'époque du Néolithique comme des haches taillées et polies ainsi que des grattoirs et perçoirs ont été retrouvés sur les terres du village[réf. nécessaire]. À cette époque le lieudit "les Vallées" était fréquemment inondé l'hiver.
L'époque franque a également  laissé des traces : en 1860, lors de la reconstruction quasi-totale de l'église, deux cercueils de cette époque sont retrouvés. L'un contenant un couteau et une boucle de ceinturon, le second deux enfants âgés de 13 et 14 ans ainsi que des perles et des vases noirs. Quatre ans plus tard, une nouvelle découverte a lieu dans un champ appartenant à Monsieur d'Arboval alors que celui-ci était en plein labour. Cette découverte comprend quatre sarcophages, l'un en pierre de Saint-Leu, les autres en pierre du pays. Sur les quatre cercueils découverts, seuls deux renfermaient des ossements, des restes humains gisaient autour des autres[réf. nécessaire].
À une époque très incertaine, Rebets posséda un château fort. On peut encore en observer l'enceinte grâce aux fondations encore présentes. Un souterrain est de nos jours encore visible bien qu'il soit muré à cause du gaz carbonique qui s'en échappe. Il y a encore quelques années, un colombier était visible mais ce dernier fut détruit car jugé trop dangereux.[réf. nécessaire]

## Politique et administration

### Administration municipale
Le nombre d'habitants de la commune étant compris entre 100 et 499, le nombre de membres du conseil municipal est de 11.

### Liste des maires
| Période                                  | Période                    | Identité          | Étiquette | Qualité                                  |
| ---------------------------------------- | -------------------------- | ----------------- | --------- | ---------------------------------------- |
| Les données manquantes sont à compléter. |                            |                   |           |                                          |
| mars 2001                                | En cours (au 10 août 2020) | Bernard Corbillon |           | Chauffeur Réélu pour le mandat 2020-2026 |

## Population et société

### Démographie
L'évolution du nombre d'habitants est connue à travers les recensements de la population effectués dans la commune depuis 1793. Pour les communes de moins de 10 000 habitants, une enquête de recensement portant sur toute la population est réalisée tous les cinq ans, les populations de référence des années intermédiaires étant quant à elles estimées par interpolation ou extrapolation. Pour la commune, le premier recensement exhaustif entrant dans le cadre du nouveau dispositif a été réalisé en 2008.

En 2022, la commune comptait 147 habitants, en évolution de +0,68 % par rapport à 2016 (Seine-Maritime : +0,35 %, France hors Mayotte : +2,11 %).
| 1793 | 1800 | 1806 | 1821 | 1831 | 1836 | 1841 | 1846 | 1851 |
| ---- | ---- | ---- | ---- | ---- | ---- | ---- | ---- | ---- |
| 356  | 360  | 339  | 286  | 293  | 281  | 280  | 265  | 257  |

| 1856 | 1861 | 1866 | 1872 | 1876 | 1881 | 1886 | 1891 | 1896 |
| ---- | ---- | ---- | ---- | ---- | ---- | ---- | ---- | ---- |
| 270  | 253  | 231  | 208  | 184  | 207  | 202  | 215  | 192  |

| 1901 | 1906 | 1911 | 1921 | 1926 | 1931 | 1936 | 1946 | 1954 |
| ---- | ---- | ---- | ---- | ---- | ---- | ---- | ---- | ---- |
| 150  | 161  | 132  | 106  | 120  | 126  | 114  | 126  | 113  |

| 1962 | 1968 | 1975 | 1982 | 1990 | 1999 | 2006 | 2008 | 2013 |
| ---- | ---- | ---- | ---- | ---- | ---- | ---- | ---- | ---- |
| 95   | 91   | 89   | 101  | 108  | 110  | 133  | 140  | 142  |

| 2018 | 2022 | - | - | - | - | - | - | - |
| ---- | ---- | - | - | - | - | - | - | - |
| 148  | 147  | - | - | - | - | - | - | - |

## Culture locale et patrimoine

### Lieux et monuments
- L'église Saint-Denis, reconstruite en 1860, elle a néanmoins conservé son ancien portail daté de 1547. 
Cet ancien portail qui est un cintre roman orné, est protégé par un porche datant de la même époque. Ce porche en pierre calcaire[21] soutient le clocher dont les poutres sont sculptées. À savoir que ce porche est classé monument historique.
C'est au moment de la Révolution que l'église se verra perdre ses deux cloches pour être fondues en canons[style à revoir]. Le poids des deux cloches était de 630 livres[réf. nécessaire].
L'église conserve son baptistère en pierre daté de 1545 et son bénitier en grès sur lequel est gravé "RE BE S".
- Le moulin à eau, qui date de 1845. 
Il a fourni pendant de nombreuses années de la farine et de la mouture pour toute la région et était exploité, de père en fils, par la famille Duval.[réf. nécessaire]
- Le calvaire du Hez.

### Personnalités liées à la commune
C'est aux alentours de 1660, que l'on retrouve la trace de personnages importants venus en visite ou habitants à Rebets. Les d'Anfray et les Couldray sont les seigneurs de Rebets à l'époque. Puis en 1646 Jean Antoine Stoppa Stoppa, par son mariage avec charlotte Le Vaillant, succède aux précédents seigneurs de Rebets et devient à son tour sieur de Rebets et du hameau les Hez.
Claude François Godin époux de dame Agnès Marguerite Stoppa vécu à Rebets puisque nous en retrouvons la trace en 1766, habitant le manoir de la Bucaille.
Louis XIV a aussi tenu un rôle important pour la commune de Rebets. Ce dernier en plus de léguer un patrimoine seigneurial à la localité, a aussi légué des bâtiments agricoles toujours utilisés[réf. nécessaire].

### Héraldique
| [[Image:\|Blason à dessiner\|100px]] | Blason  | D'or à la fasce ondée d'azur sommée d'une divise ondée du même, à deux roues de moulin de sable mouvant de la fasce et brochant sur la divise, le tout accompagné d'une rosiére au naturel mouvant de la pointe. |
| [[Image:\|Blason à dessiner\|100px]] | Détails | Créé en Décembre 2013 par Thomas Olivieri Le statut officiel du blason reste à déterminer. |